# Wiener Schnitzel

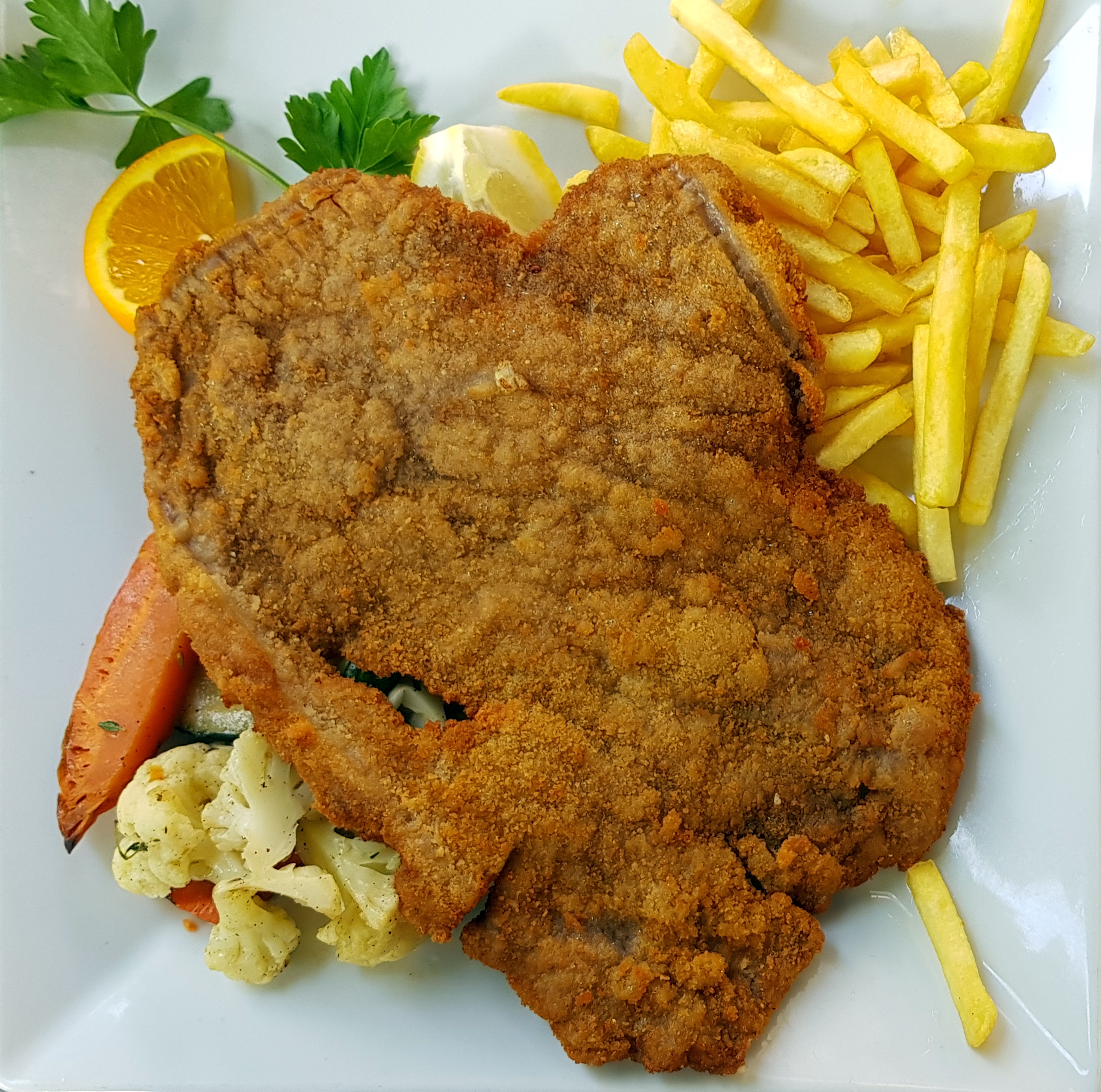
Wiener Schnitzel com batatas fritas

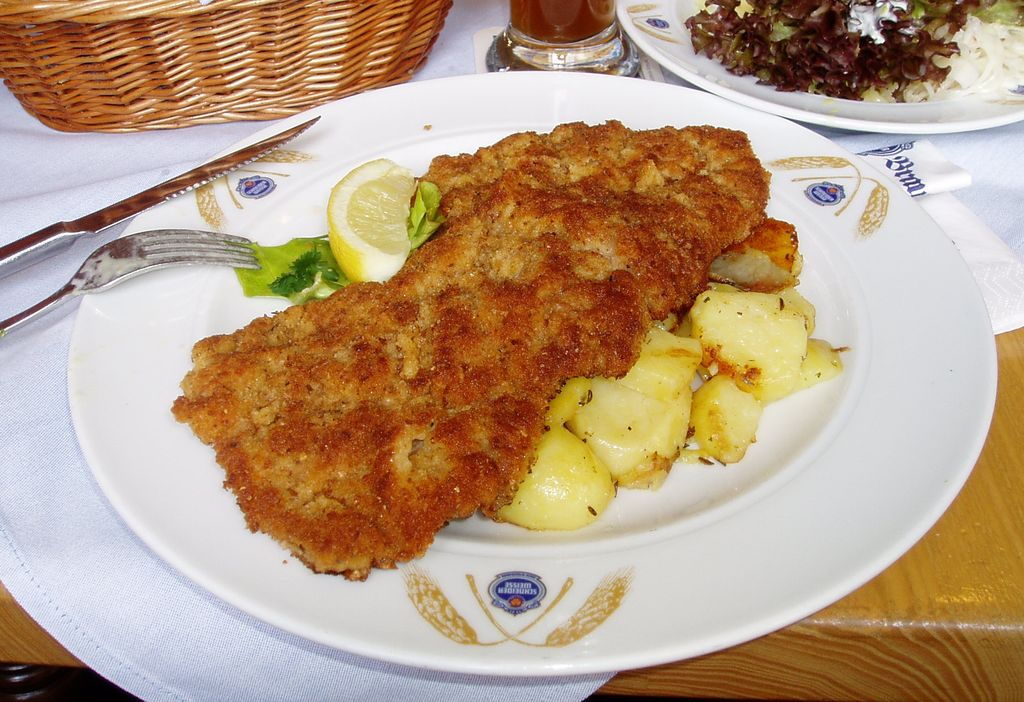
Wiener Schnitzel com batatas

Wiener Schnitzel (significando em Alemão escalope à moda de Viena) é um dos pratos mais famosos da cozinha austríaca. Em português, este tipo de preparado é frequentemente designado como bife empanado, ou simplesmente "panado" ou ainda "empanadinho". No Brasil é chamado de bife à milanesa.

## História
Pensa-se que a origem deste prato se encontra no Império Bizantino, tendo a receita sido levado para a Península Ibérica por comerciantes árabes durante a Idade Média e, posteriormente, para a Itália.
No século XV, os habitantes de Veneza mostravam a sua riqueza colocando grãos de ouro sobre a comida. Mas, uma lei da cidade proibindo este costume originou que passassem a colocar pão ralado vez de ouro.
Possivelmente tendo origem no norte de Itália (semelhante à "cotoletta alla milanese"), a receita deste prato apareceu em Viena no século XV ou XVI. De acordo com outra teoria, a receita foi introduzida pelo marechal de campo Joseph Radetzky von Radetz, no ano de 1857. Nessa altura, derrotou os rebeldes de Milão e tomou como prémio a receita da "cotoletta alla milanese", levando-a para a Áustria, onde se tornaria a identidade gastronómica deste país. O termo "Wiener schnitzel" data do ano de 1862.

## Preparação
O Schnitzel de Viena é tradicionalmente preparado com uma fatia fina de carne de vitela, que se amolece previamente com golpes de um maço. Após esta operação, a carne é envolvida em farinha de trigo, ovo e pão ralado, antes de ser frito em manteiga ou banha de porco. As migalhas de pão são, por vezes, temperadas com pimenta preta recém moída. Actualmente, é mais frequente ser confeccionado com escalopes de porco.
De acordo com a tradição, é servido com salada de batatas e rodelas de limão. As batatas assadas, batatas fritas, o arroz e o molho de frutos silvestres são opcionais e considerados como má prática culinária, segundo os puristas.
As variantes feitas com carne de porco e, mais recentemente, com peru tornaram-se muito populares. Como consequência, as autoridades alimentares austríacas exigem que seja indicada a carne, com as desginações "Schnitzel vom Schwein" (de porco) ou "Schnitzel von der Pute" (de peru), nos menus, caso não seja utilizada vitela. Outra alternativa é "Schweinsschnitzel Wiener Art" (escalope de porco à moda de Viena).

## Pratos similares

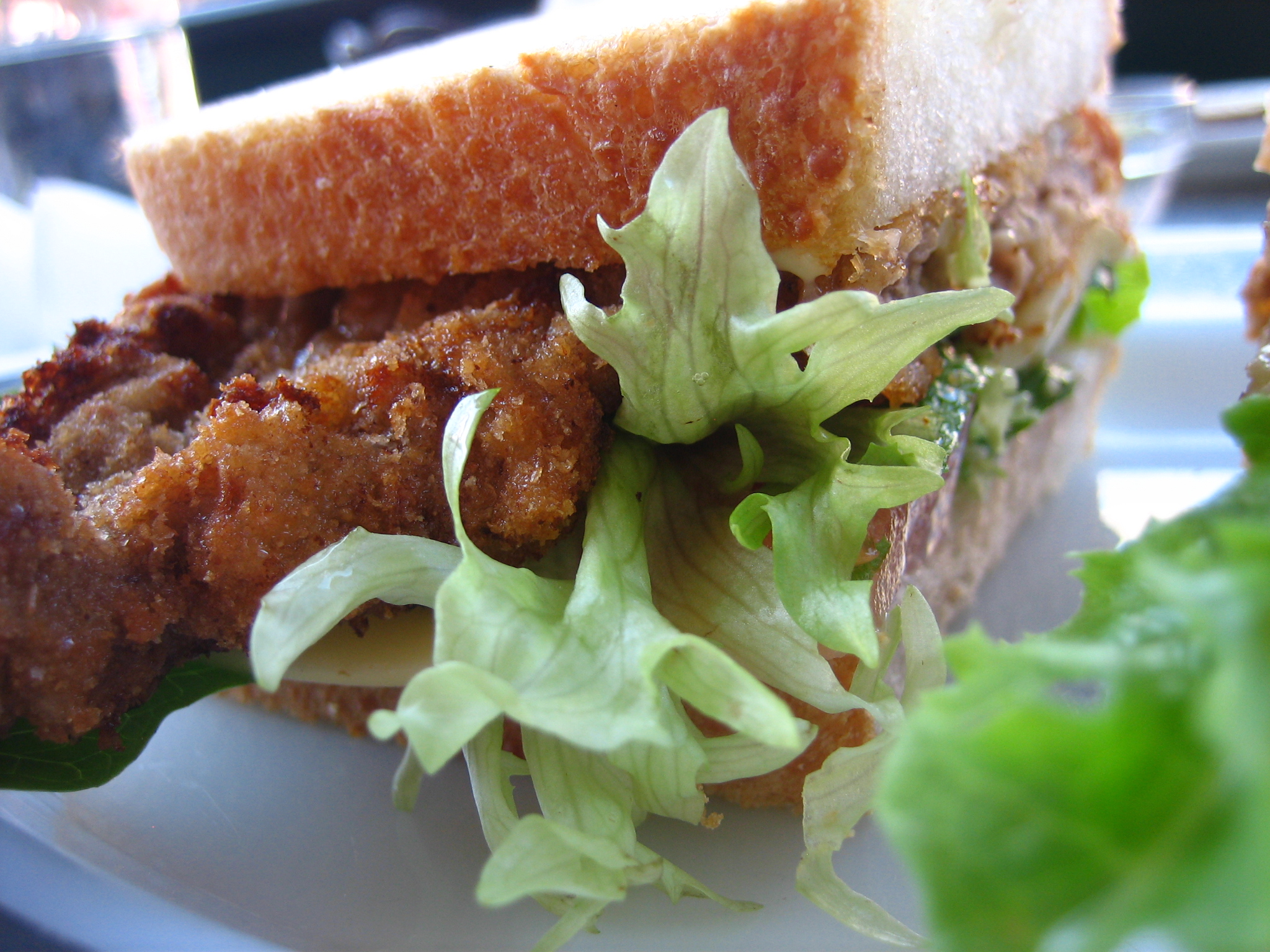
Sanduíche de Schnitzel.

Outras variantes do Wiener Schnitzel, não necessariamente com pão ralado, são:
- Cordon bleu: "cordão azul", duas fatias de carne recheadas com queijo e fiambre.
- Jägerschnitzel: "escalope do caçador", servido com molho de cogumelos.
- Zigeunerschnitzel: "escalope cigano", servido com molho de tomate, contendo pimentos e rodelas de cebola.
- Rahmschnitzel: "escalope com natas", servido com um molho de natas.
- Hamburger Schnitzel: "escalope ao estilo de Hamburgo", coberto com um ovo estrelado.
- Holsteiner Schnitzel: "escalope de Holstein"; panado; coberto com ovo estrelado, anchovas, alcaparras e rodelas de limão.
- Naturschnitzel: "escalope ao natural"; não é panado, mas salteado; servido com um molho simples ou sem molho.